# Q (Star Trek)

Q îi apare lui Picard ca Dumnezeu

Q este un personaj fictiv care apare în serialele de televiziune Star Trek: Seria originală („Scutierul lui Gothos”), Star Trek: Generația următoare, Star Trek: Deep Space Nine, Star Trek: Voyager și Star Trek: Picard.
interpretat de John de Lancie. Q este declarat a fi omnipotent și este întotdeauna evaziv în ceea ce privește motivațiile sale. Despre adevărata sa natură, el spune că este dincolo de înțelegerea ființelor inferioare așa cum sunt oamenii, prin urmare apare în fața oamenilor numai în modurile pe care le pot înțelege. Q folosește ocazional contracții în vocabularul său ca parte a statutului său de zeu haotic. În episodul original „Scutierul lui Gothos” este numit Trelane și este interpretat de William Campbell. 
Începând cu episodul pilot din Star Trek: Generația următoare („Întâlnire pe stația Farpoint”), Q a devenit un personaj recurent, existând legături pronunțate de comedie și dramatice între el și căpitanul Jean-Luc Picard. El servește ca anti-erou al serialului Star Trek: Generația următoare, deși, în final, în episodul „Toate cele bune...” el devine în cele din urmă un aliat al căpitanului Picard, ajutându-l să depășească o anomalie care ar fi distrus întreaga omenire. Gene Roddenberry a ales litera Q în onoarea prietenului său, Janet Quarton . 

## Continuum Q
„Casa” lui Q, Continuum Q, este un plan extra-dimensional al existentei accesibil doar pentru Q și invitații săi. 
Numele Q se aplică tuturor persoanelor din Continuum Q. Q denumește atât o persoană a acestei specii cât și întreaga rasă.

## Episoade în care apare Q
- Star Trek: Seria originală
  - „Scutierul lui Gothos”
- Star Trek: Generația următoare
  - „Întâlnire pe stația Farpoint”
  - „De-a v-ați ascunselea”
  - „Cine este Q?”
  - „Deja Q”
  - „Cupidon”
  - „Adevăratul Q”
  - „Tapiseria”
  - „Toate cele bune...”
- Star Trek: Deep Space Nine
  - „Q”
- Star Trek: Voyager
  - „Dorință de moarte”
  - „Seducătorul Q”
  - „Q2” : Aceasta va fi ultima apariție a lui John de Lancie în rolul lui Q din serialele Star Trek până la reapariția sa în același rol în Star Trek: Picard. Fiul său, Keegan de Lancie, va juca rolul lui Q2 (fiul lui Q în acest episod).

- Star Trek: Lower Decks
  - „Veritas” (S1, E8)[4]

- Star Trek: Picard sezonul II:
  - "The Star Gazer"
  - "Penance"
  - "Assimilation"
  - "Watcher"
  - "Fly Me to the Moon"
  - "Two of One"
  - "Mercy"
  - "Farewell"

## Alte apariții
- Romane, (versiuni audiobook citite de John de Lancie):
  - Q-in-Law1
  - Q-Squared1
  - I, Q (scris de de Lancie)1
  - The Q Continuum (include Q-Zone, Q-Space, Q-Strike)
  - String Theory
  - Star Trek: Borg
  - Planet X
  - The Eternal Tide
- Prezentări audio  (cu John de Lancie și Leonard Nimoy):
  - "Spock vs. Q"
  - "Spock vs. Q: The Sequel"
- Jocuri video 
  - Star Trek: Borg
  - Star Trek: The Game Show (cu Q ca "gazdă" a unui concurs)
  - Star Trek: Online
  - Star Trek Timelines